# カフタン

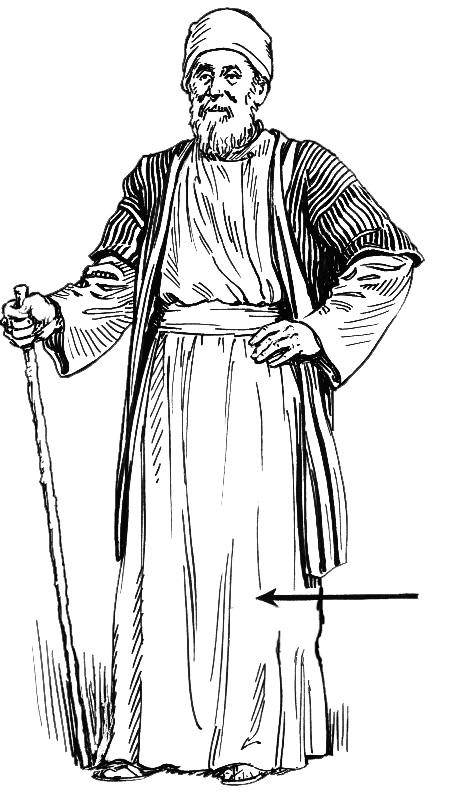
カフタン

カフタン（アラビア語: قفطان）はアラブ人の民族衣装。
基本の形状は長袖・袷仕立ての長い前開きのガウンで、オスマン帝国の隆盛期には毛皮で裏打ちしたものや袖なしで別のカフタンの上から羽織るものも登場している。女性向けの広袖のものもあるが基本は先細に近い袖の男性服である。
スルタンの衣装としてトプカプ宮殿などには、臙脂虫（ケルメス）などを用いた緋色など鮮やかな色の絹の綴れ織りに高価な毛皮で裏地をつけ、金糸などで優美な植物文様を織り出したカフタンが保存されているが、近代化政策の影響で現在は街中でカフタン姿は殆ど見かけない。オスマン帝国では、貢献のあった人物に剣とカフタンが証として贈られた。
下着の上に着用するイチ・カフタン（iç kftan）と、その上に着用するドゥシュ・カフタン（dıs kaftan）に大別される。
このままでは行動しにくいため、下穿きにシャルワール（トルコ語: şalvar）と呼ばれる非常にゆったりしたズボンを合わせる。こちらは男女共通であって、女性のブラウスにシャルワールを合わせる装いを英米では俗称でハーレムスタイルと言う。
なお、西アフリカにおいては男性用の衣装として似た形状のブーブーが着られている。

## 風土への適応
カフタンは文化人類学の分野では、和服や漢服または狭義のローブやガウンと同じ前開長衣型に分類される衣装である。
カフタンは、気温が高く砂地が多い地域に適応したもので、体を覆う部分は多いものの緩やかな仕立てで風通しをよくし強い日差しから皮膚を守る。

## ギャラリー

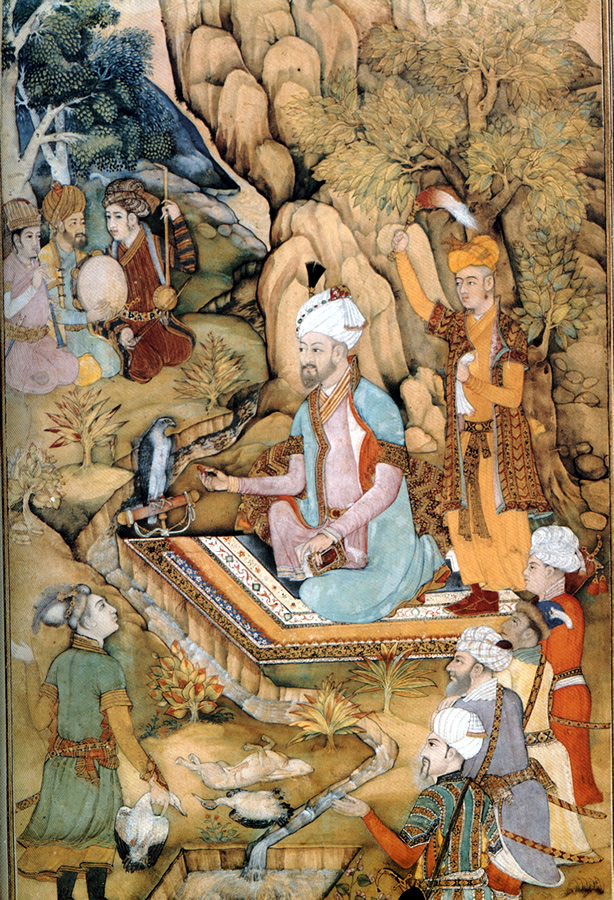
カフタンを着た最初のムガル帝国皇帝バブール
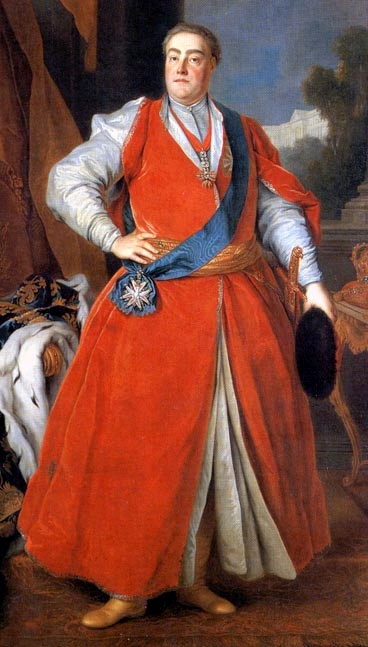
アウグスト3世のズパン（長い衣服）
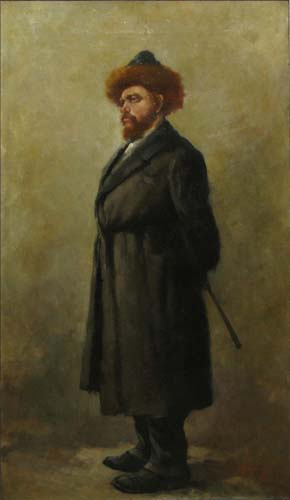
カフタンを着たユダヤ人
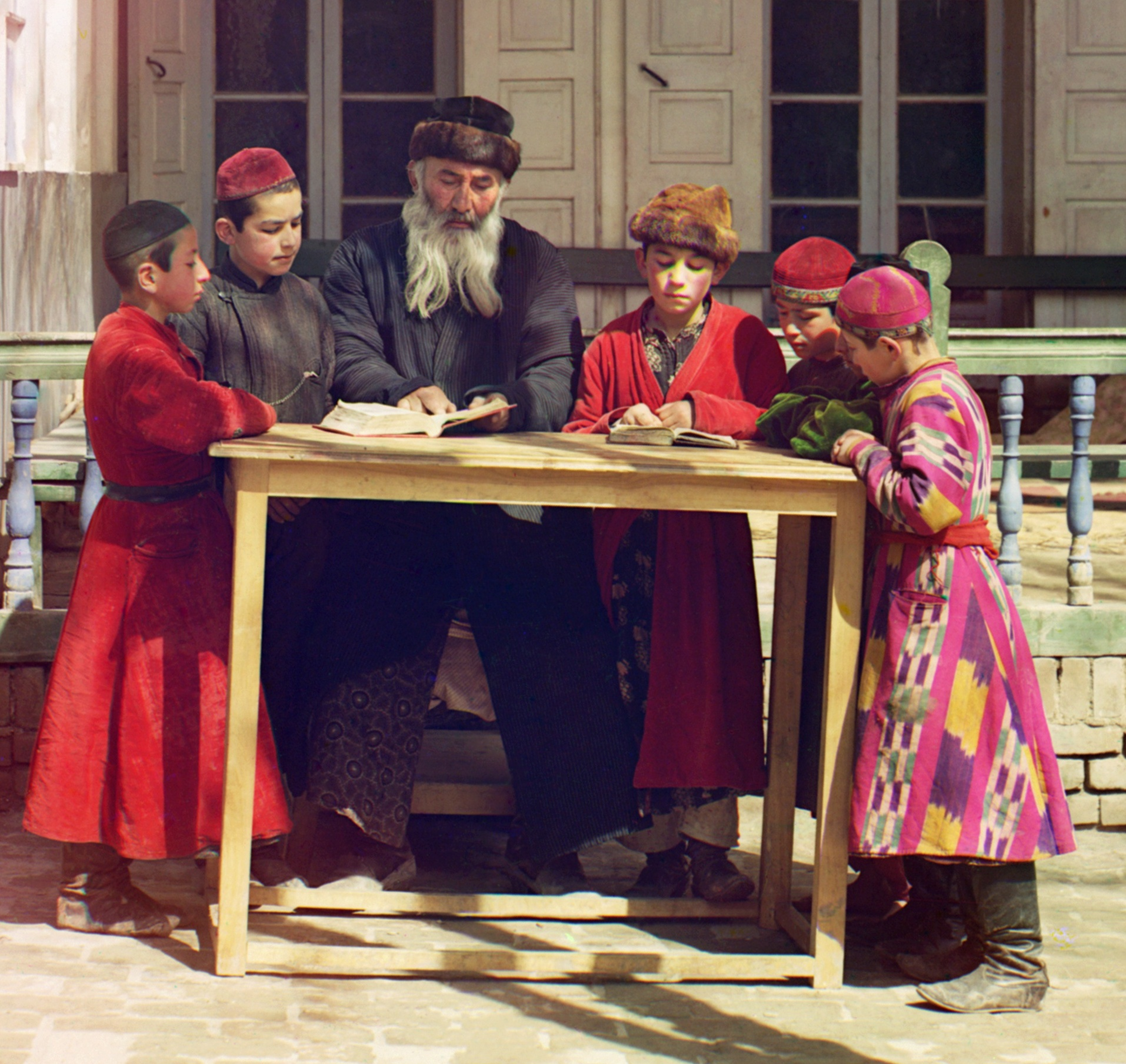
ユダヤ人の子供達と先生（サマルカンド）
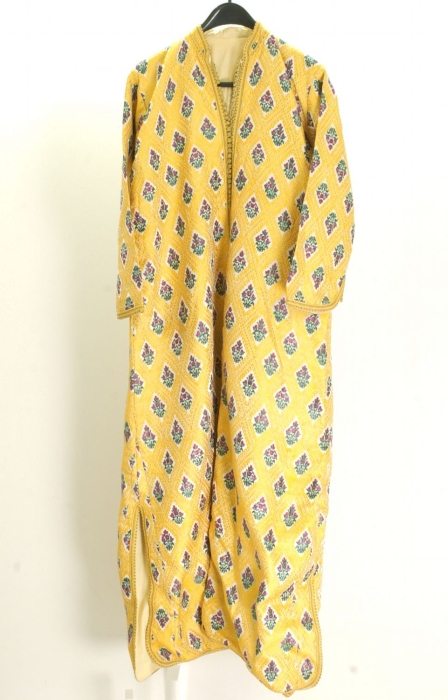
モロッコのカフタン